# Estadio del 4 de Agosto
El Estadio del 4 de Agosto (en francés Stade du 4-Août) es un estadio multiusos ubicado en la ciudad de Uagadugú en Burkina Faso. Se usa para la práctica de fútbol y de atletismo. Tiene una capacidad de 38 000 personas, siendo el estadio más grande del país, es utilizado por el club Etoile Filante Ouagadougou para sus partidos del torneo local y por la Selección de fútbol de Burkina Faso.
El estadio fue sede de la Copa Africana de Naciones 1998, en donde además se disputó la final del torneo.
En 2021, el estadio fue suspendido por la Confederación Africana de Fútbol por no cumplir a las normas de infraestructura.